# بنزرت

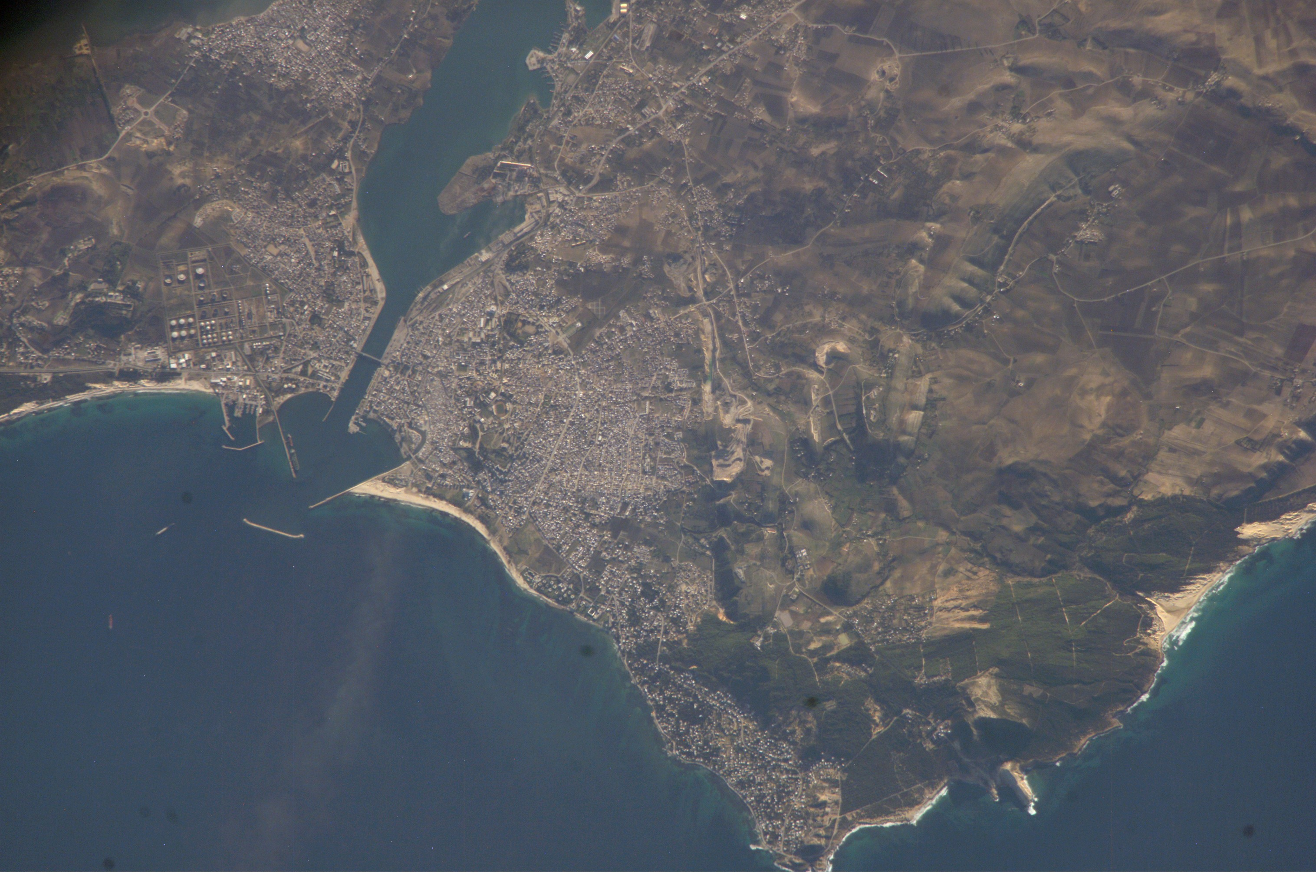
صورة فضائية لمدينة بنزرت

بِنْزَرْت (من اللاتينية الحديثة: Ippona Zarito إِيپُّونَا زَارِيتُو، من اللاتينية : Hippo Diarrhytus هِيپُّو دِيَارِيتُوسْ أو Hippo Zarytus هِيپُو زَارِيتُوسْ، من الإغريقية: Ἱππὼν διάρρυτος إِيپُّونْ دِيَارِيتُوسْ) هي مدينة ساحلية في أقصى شمال القارة الأفريقية و عاصمة ولاية بنزرت في الجمهورية التونسية وتقع على بعد 65 كيلومترا شمالي مدينة تونس , وصل تعداد سكانها 136.917 نسمة(إحصائيات 2014).

## التاريخ
إن بنزرت الفينيقية أو هيبوأكرا، والتي أسست من قبل فينيقيي صيدا، كانت مركزا تابعا لأوتيكا مثلما كانت تونس تابعة لقرطاج. وقد غزاها القائد الصقلي أغاطوكل سنة 309 ق.م. في حملته على قرطاج. وقد أبدت الولاء لهذه أثناء الحروب البونيقية. فلما انتصرت روما هدمت هيبو وألحقت ترابها بأوتيكا. وعند حلول يوليوس قيصر ببنزرت ضمها إلى الإمبراطورية الرومانية وأطلق عليها اسم هيبو ديارتوس. وفي عهد أغسطس قيصر جعل هذا الأخير المدينة تزدهر وتتقدم وتستعيد عمرانها ويمنحها مرتبة المدن المتمتعة بالرعاية الملكية اعترافا بموقعها الاستراتيجي الهام ومكانتها في حوض البحر الأبيض المتوسط. ولما تدهور حكم الرومان احتل (جانسريق) زعيم الوندال هيبو وذلك باستنجاد من بونيفاكيوس سنة 439 م. ولم يدم ملك الفندال طويلا بالبلاد رغم سيطرة جانسريق وابنه هانريق على كامل المنطقة المتوسطية بفضل بطولتهما الفائقة لكن خلفائهما تشاغلوا باللهو والمجون وفرطوا في المكاسب مما تسبب في احتلال البلاد من قبل بيزنطة سنة 534 م.

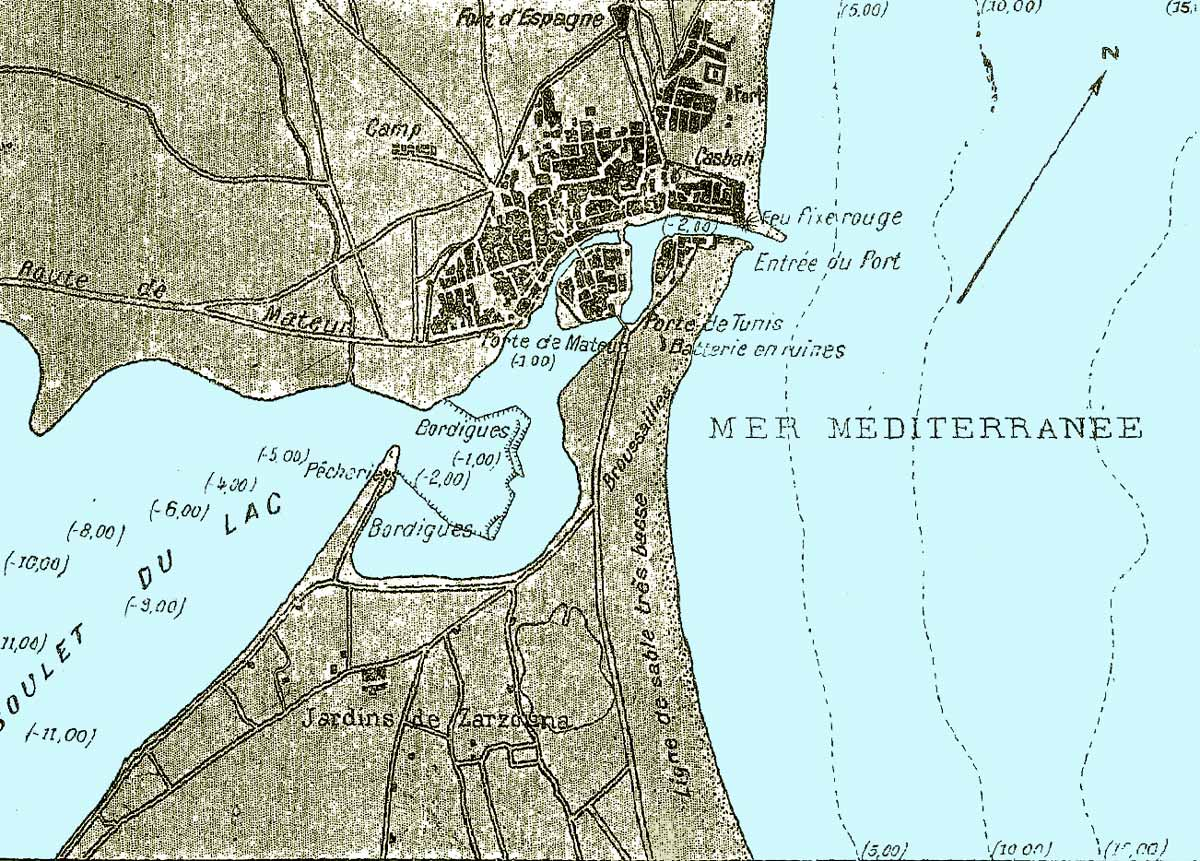
خارطة بنزرت عام 1890
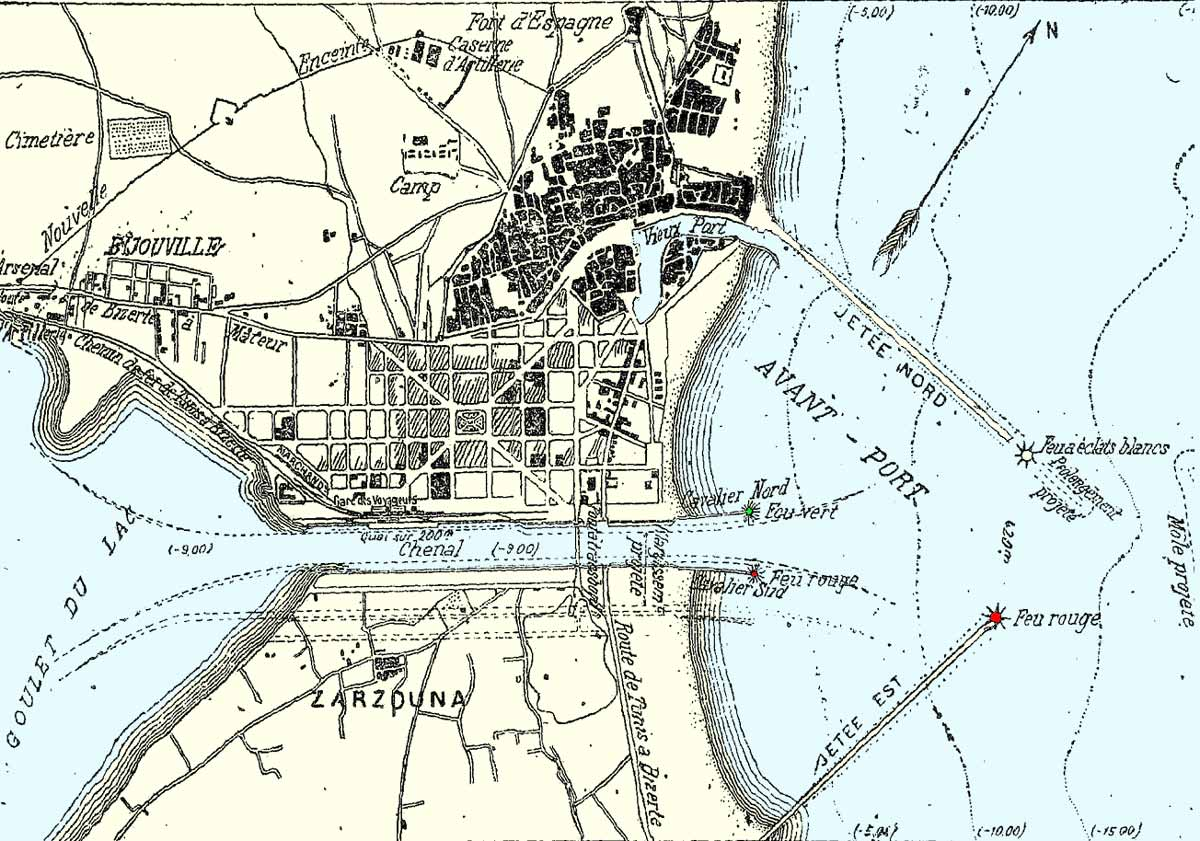
خارطة بنزرت عام 1906
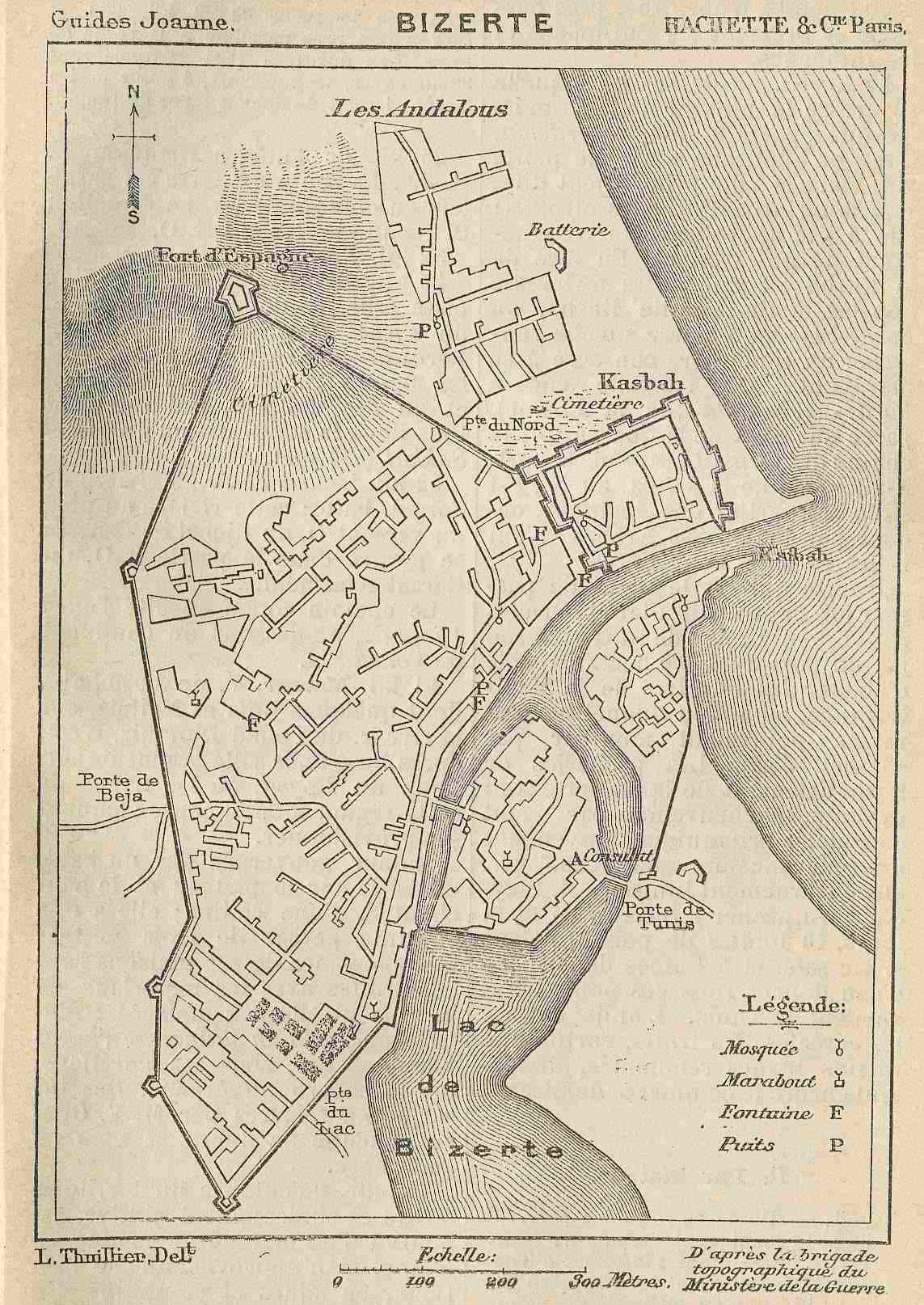
خارطة مدينة بنزرت عام 1888
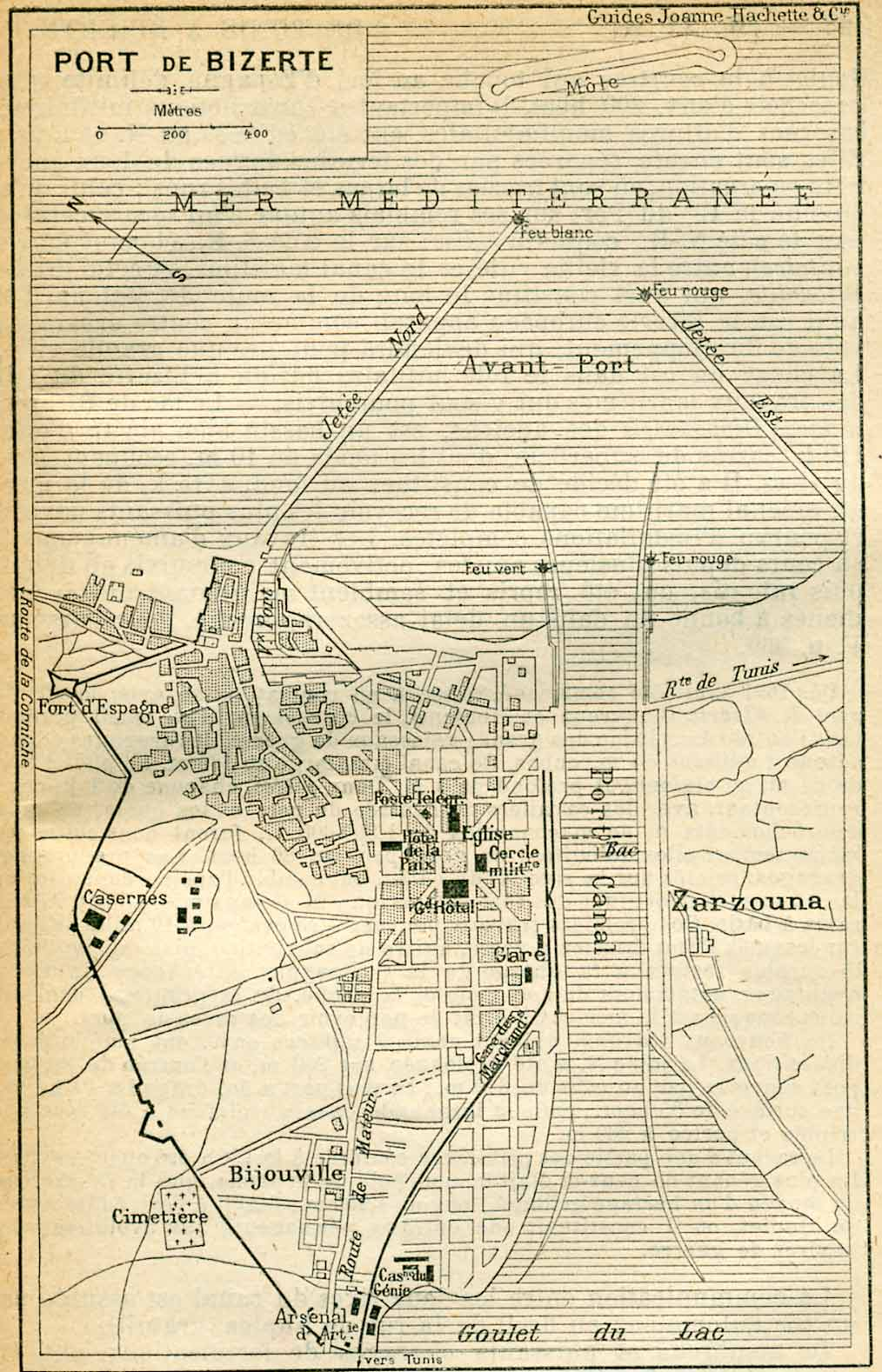
خارطة مدينة بنزرت عام 1916
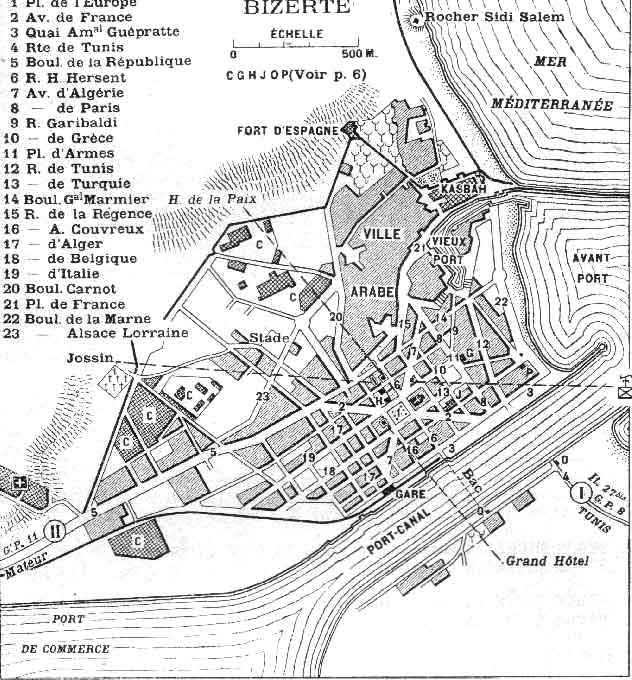
خارطة مدينة بنزرت عام 1928
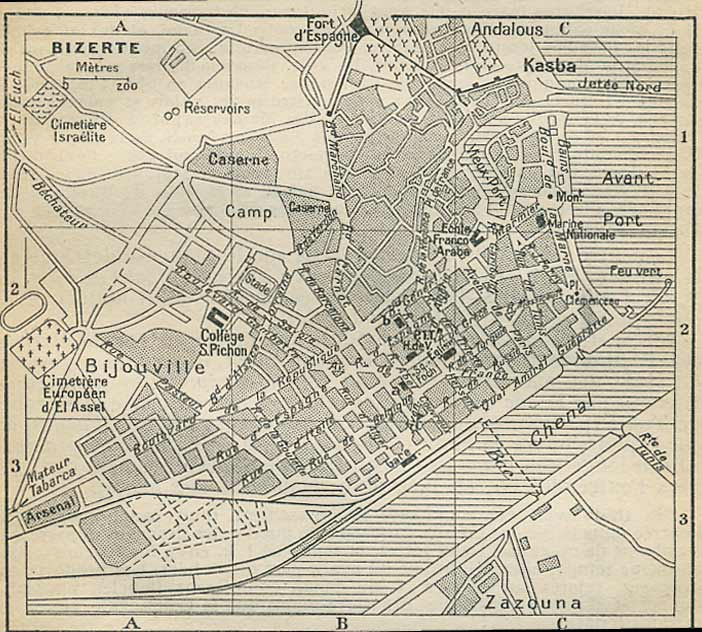
خارطة مدينة بنزرت عام 1937

## الدور الاقتصادي
ما يميز مدينة بنزرت على نحو خاص هو تعدد الموانئ حيث نجد أن المدينة تحتوي على ميناء ترفيهي لليخوت الصغيرة يسمى بالمطعم البحري، ميناء للصيد البحري وكذلك على ميناء تجاري.

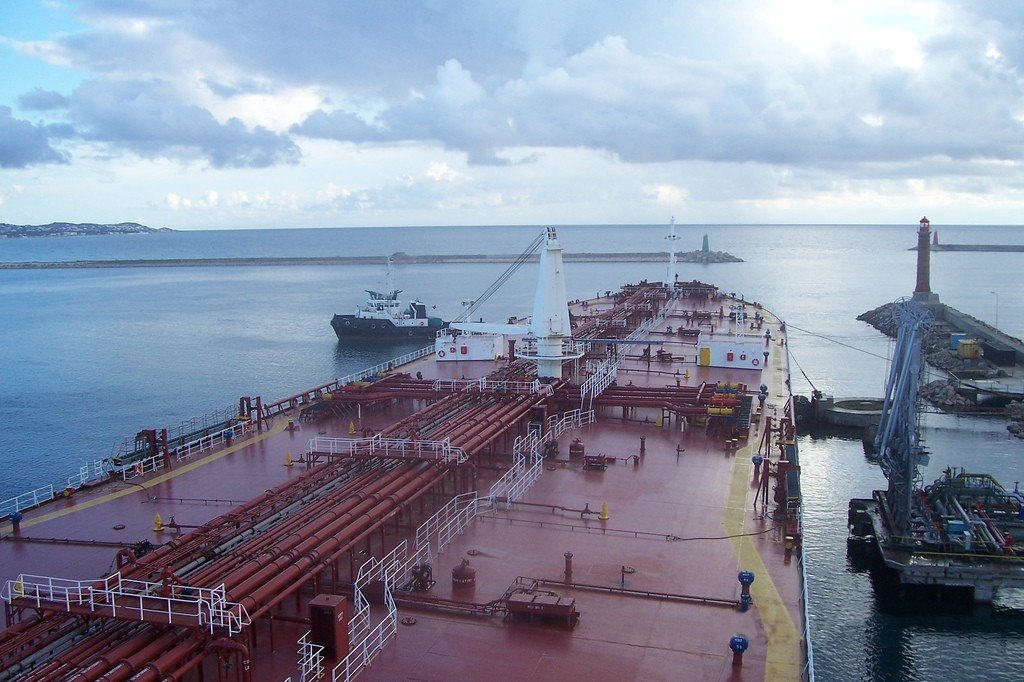
ناقلة بترول بميناء بنزرت

و يعد مكانها استراتيجيا حيث تربط تجاريا بين البحر الأبيض المتوسط و المناطق الصناعية بمنزل بورقيبة، منزل جميل وأوتيك, بل إن الميناء التجاري ببنزرت شهد وحده تمرير 4٬790٬313 طن من البضائع سنة 2006 أغلبها كان في إطار التجارة العالمية. حوالي ثلثي البضائع كانت موجهة إلى أوروبا و حوالي الثلثين من المواد المصدرة تتكون من مواد الهيدروكربون أي المرتبطة أساسا بالمواد النفطية ومشتقاتها.

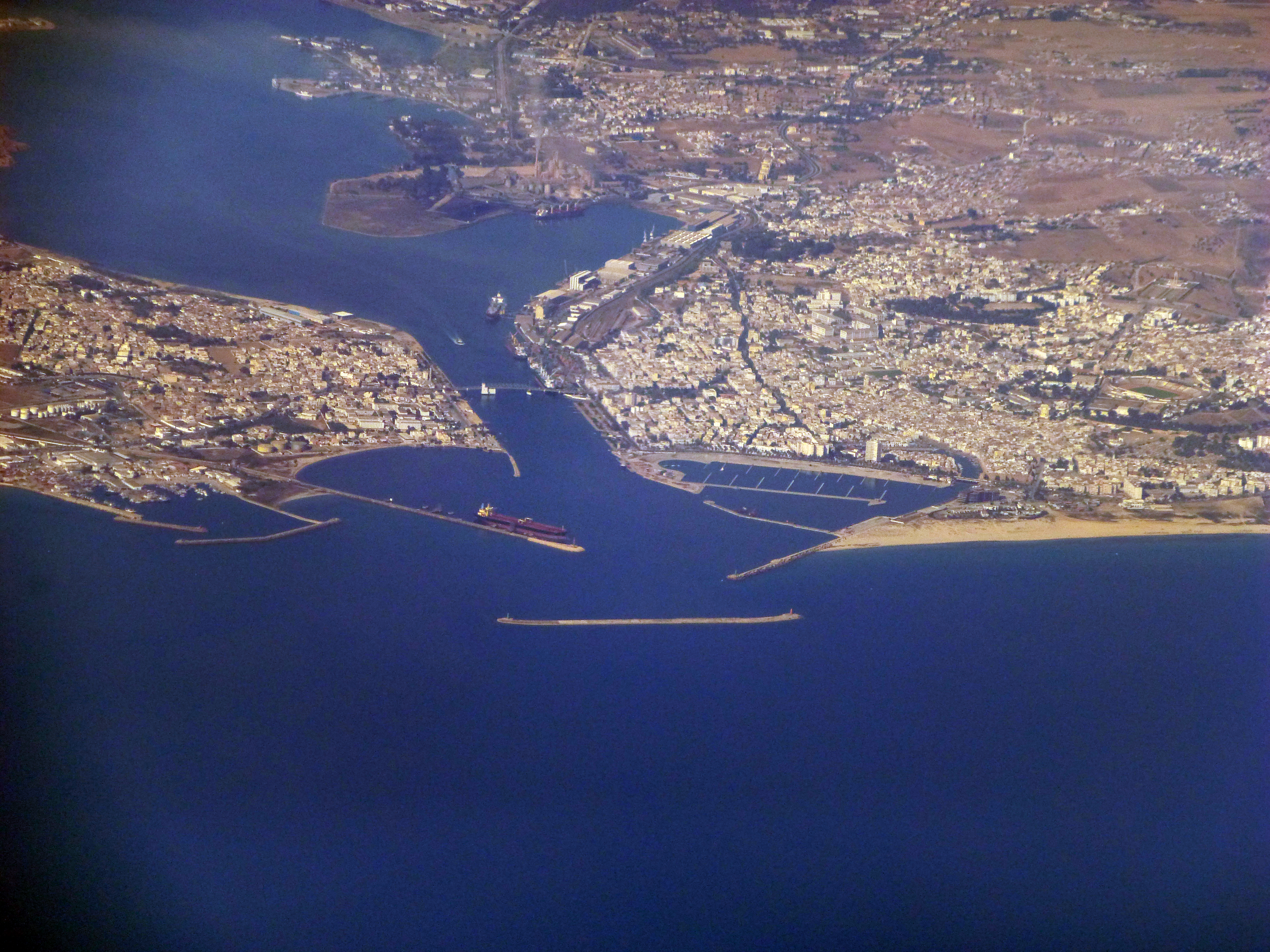
مشهد فضائي لبنزرت 2012

الدخول إلى الرصيف التجاري بمنزل بورقيبة يمر عبر القنال والتي ينتصفها الجسر المتحرك و الذي يعلو 15 مترا فوق سطح البحر. من ناحية أخرى توجد أربعة أحواض لإصلاح السفن في بحيرة بنزرت تتميز عن نظيراتها بشمال المتوسط بكفاءة اليد العاملة وأسعارها التنافسية.
كذلك قربها من خط السكك الحديدة، الطريق السيارة الحديثة الرابطة بين بنزرت وتونس العاصمة إضافة إلى الطريق السريعة بنزرت - منزل بورقيبة. كل ذلك يسهم في إعطاء بنزرت مكانة متميزة في خط الحداثة.
و رغم كون بنزرت تحتوي على أكبر قاعدة جوية في تونس عبر قاعدة سيدي أحمد الجوية وما تحظى به من قيمة عسكرية من طرف الدولة، فإنها تسعى لأن تتحول إلى قطب سياحي وترفيهي من خلال مشروع مارينا بنزرت كاب 3000 الذي ما زال في طور الإنجاز. سيحتوي عند الانتهاء منه على 800 مكان مخصص لليخوت التي يصل طولها إلى 110 متر وميناء يحتوي على مأوى تحت أرضي للسيارات يمكنه إدخال 500 سيارة وحوضين لإصلاح وترميم السفن. كل ذلك مع إقامة فاخرة بمساحة 48000 متر مربع تشمل شقق ومركب تجاري ومرفأ ترفيهي داخل البحر  · .

## معرض الصور

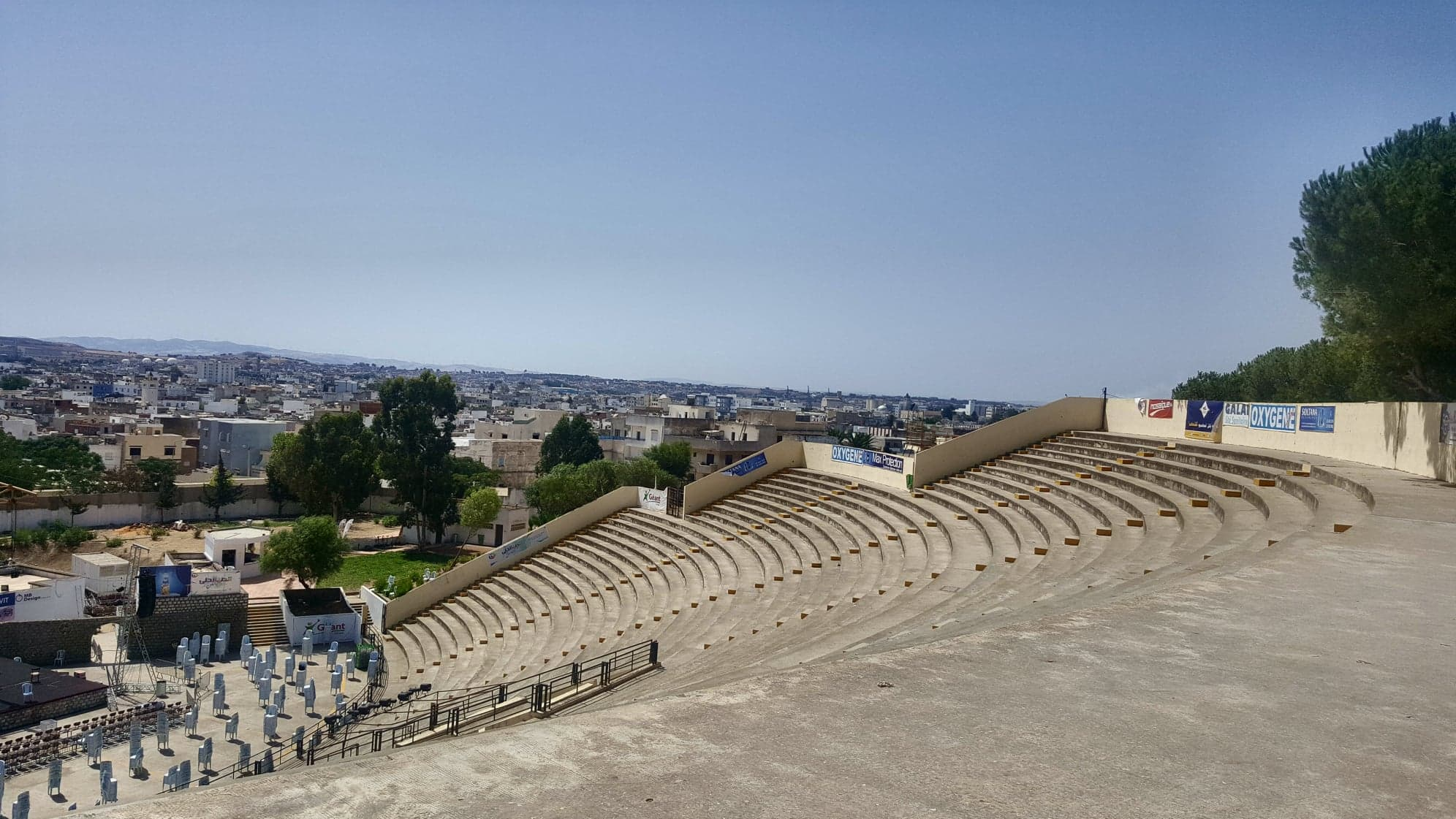
المدرج الروماني
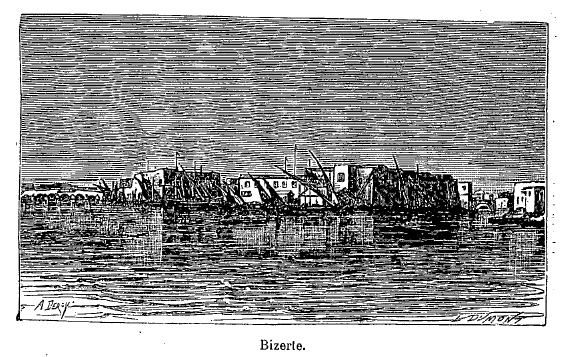
رسم لمدينة بنزرت
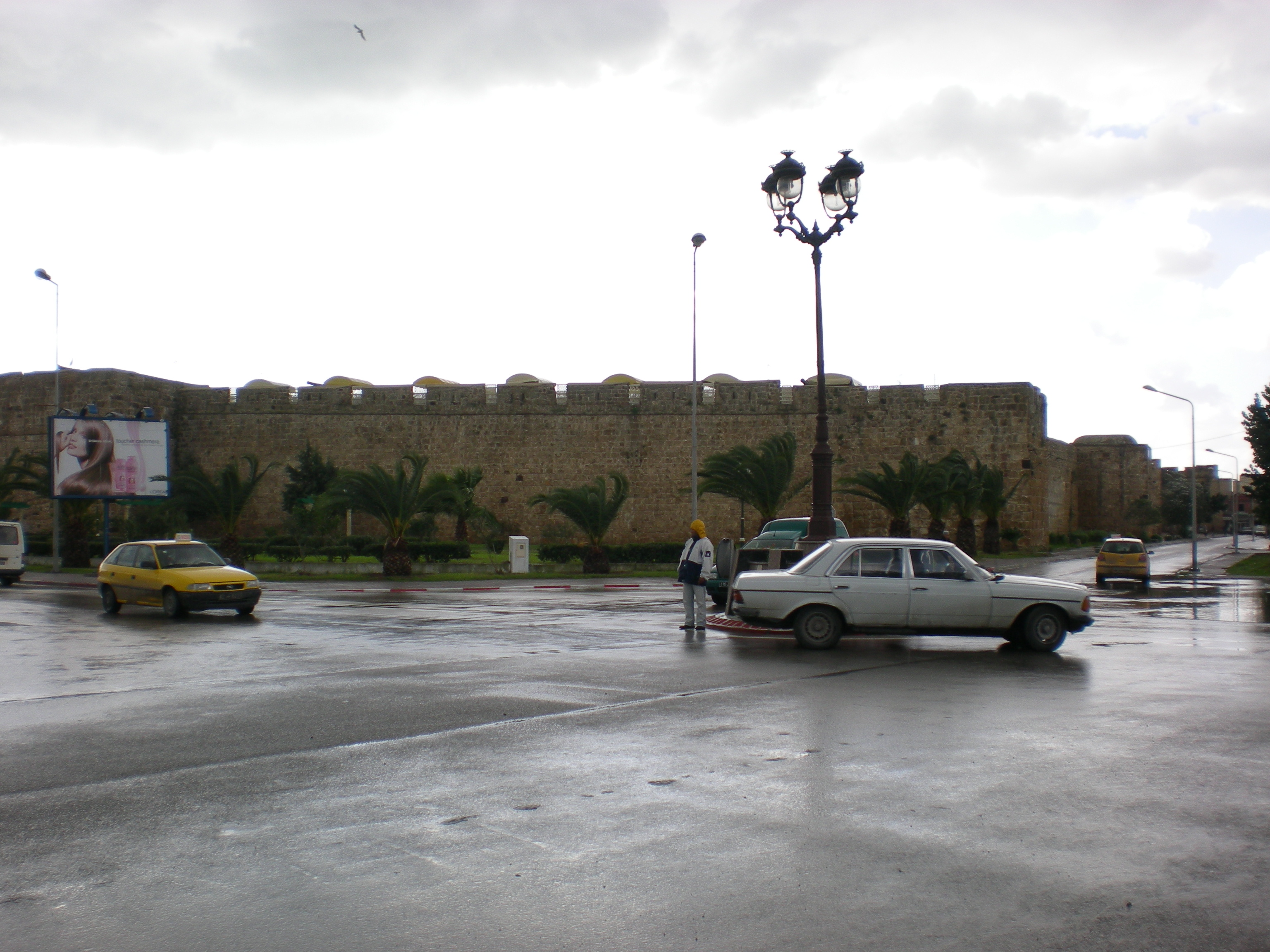
رباط بنزرت
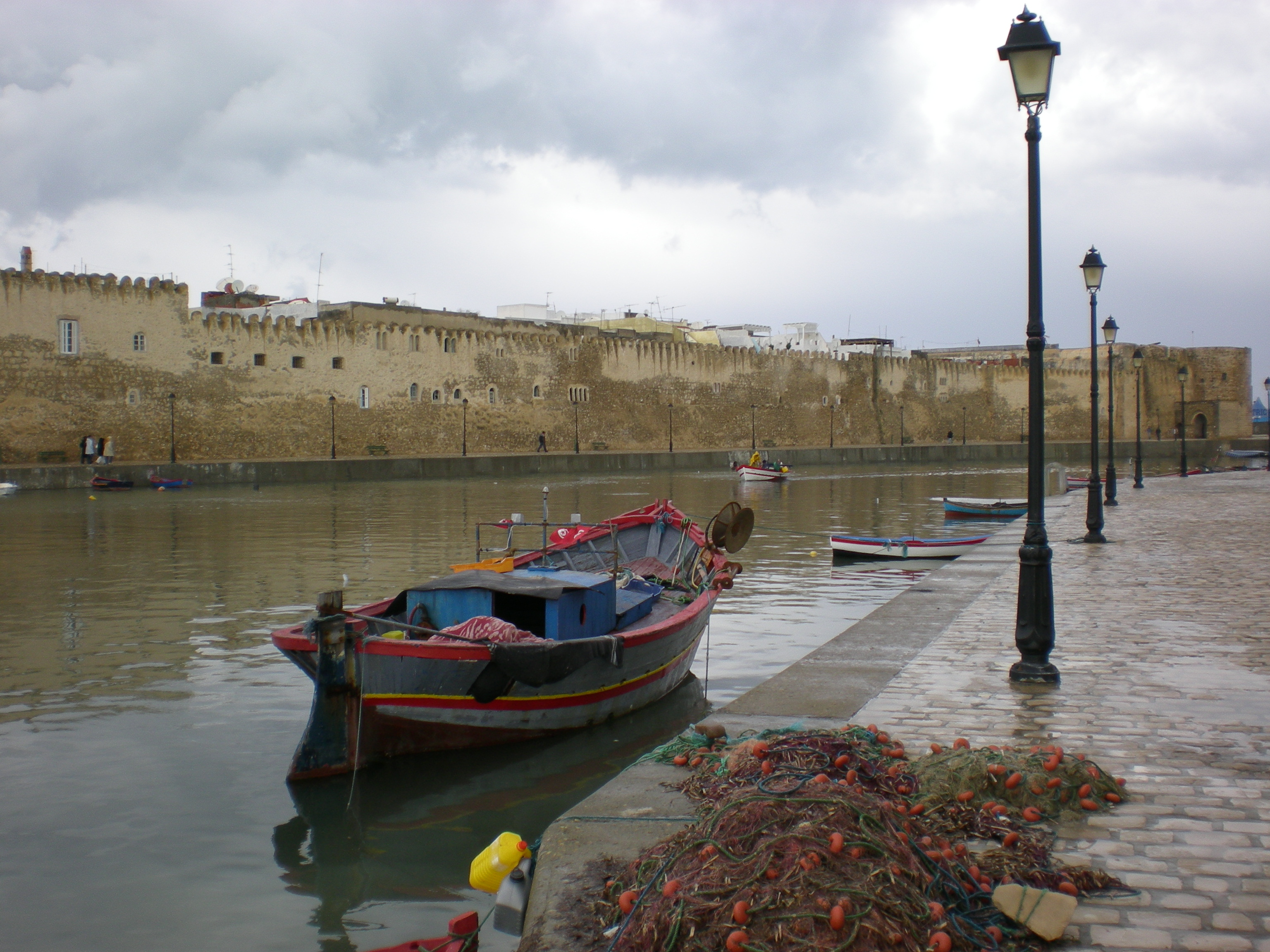
الميناء القديم ورباط بنزرت
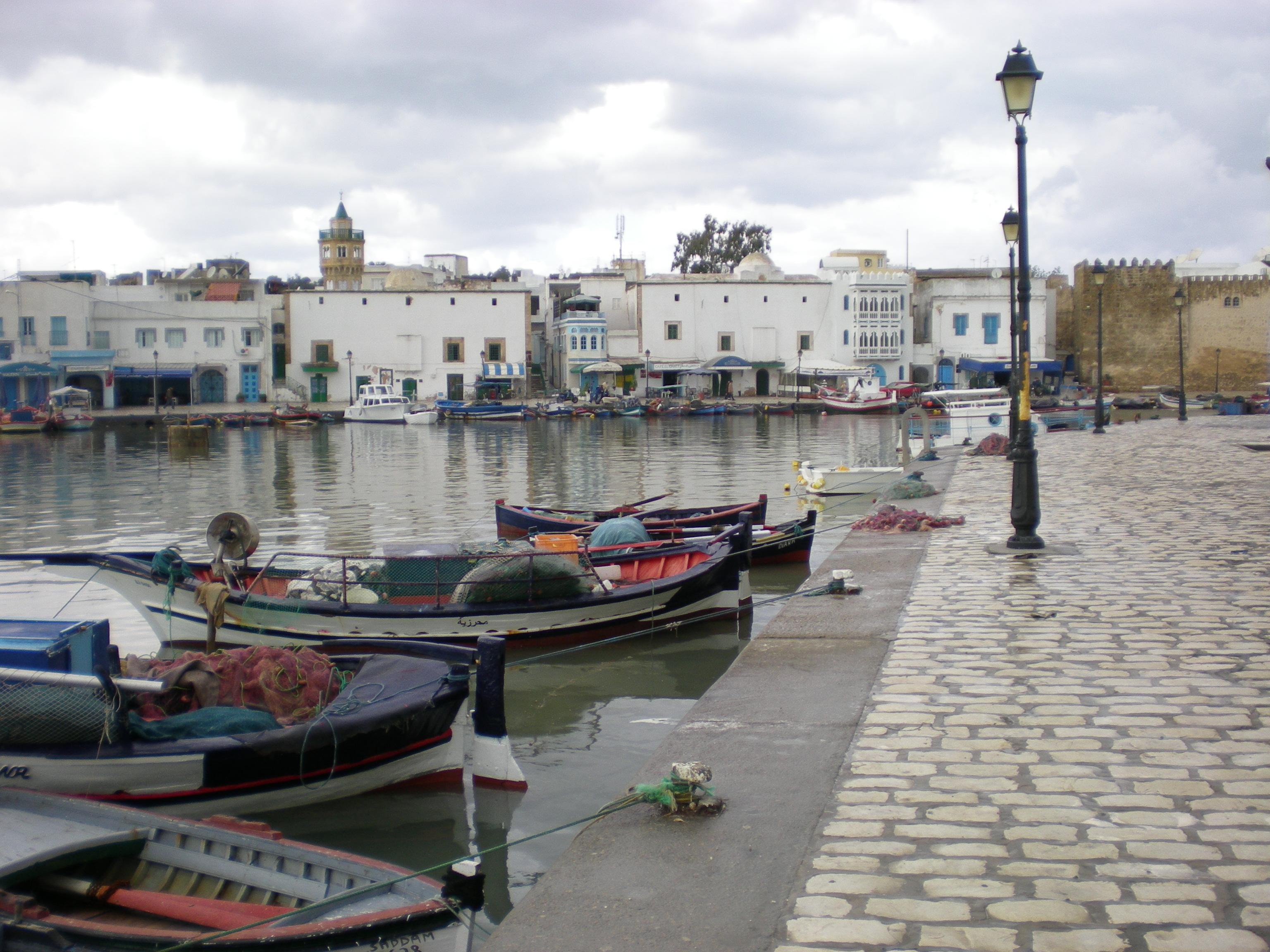
الميناء القديم ببنزرت
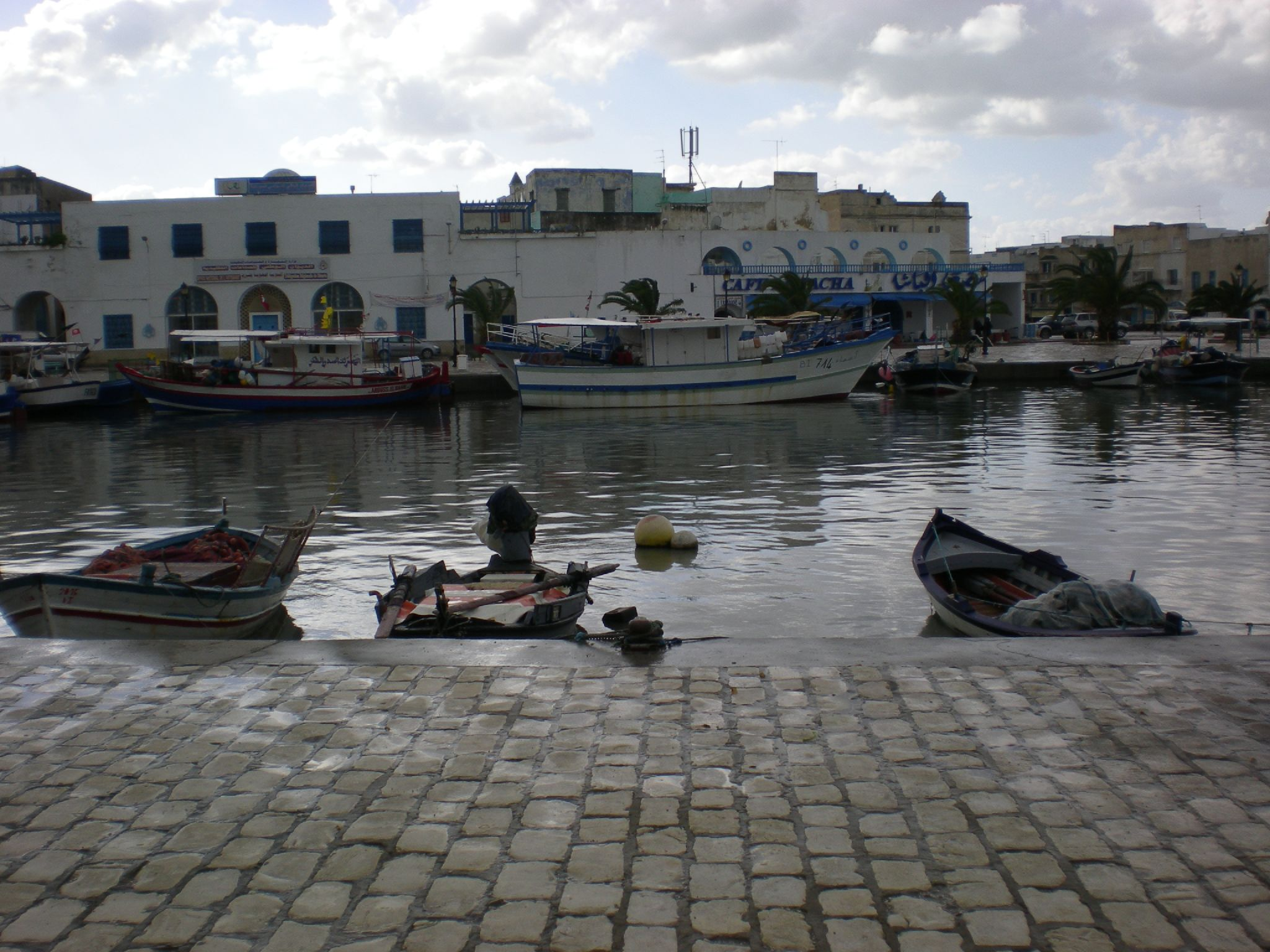
الميناء القديم ببنزرت
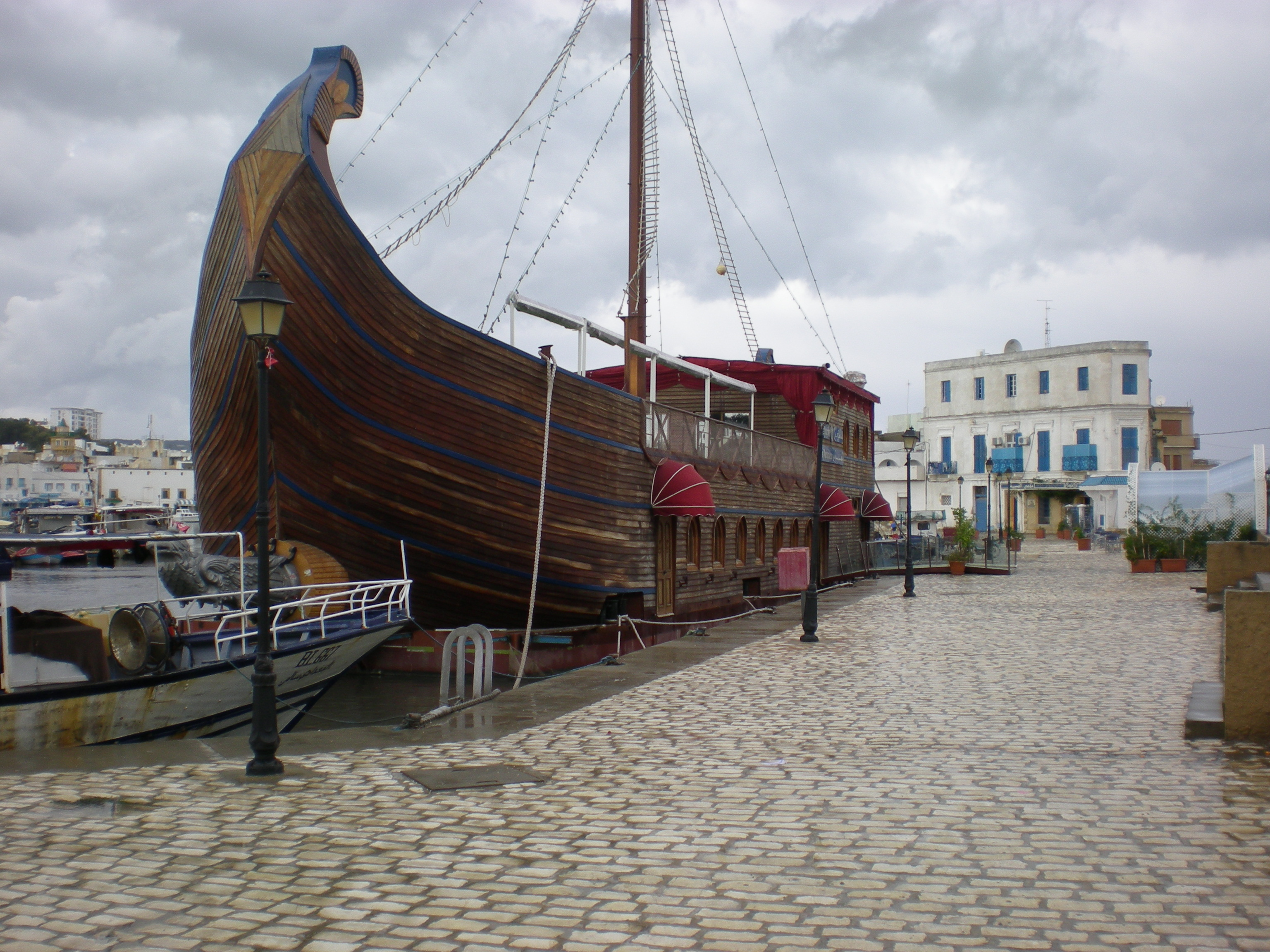
الميناء القديم ببنزرت
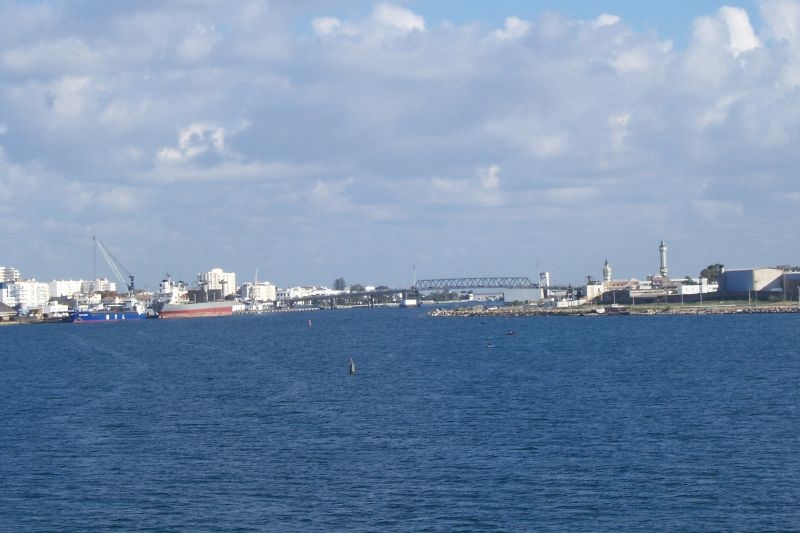
ميناء بنزرت
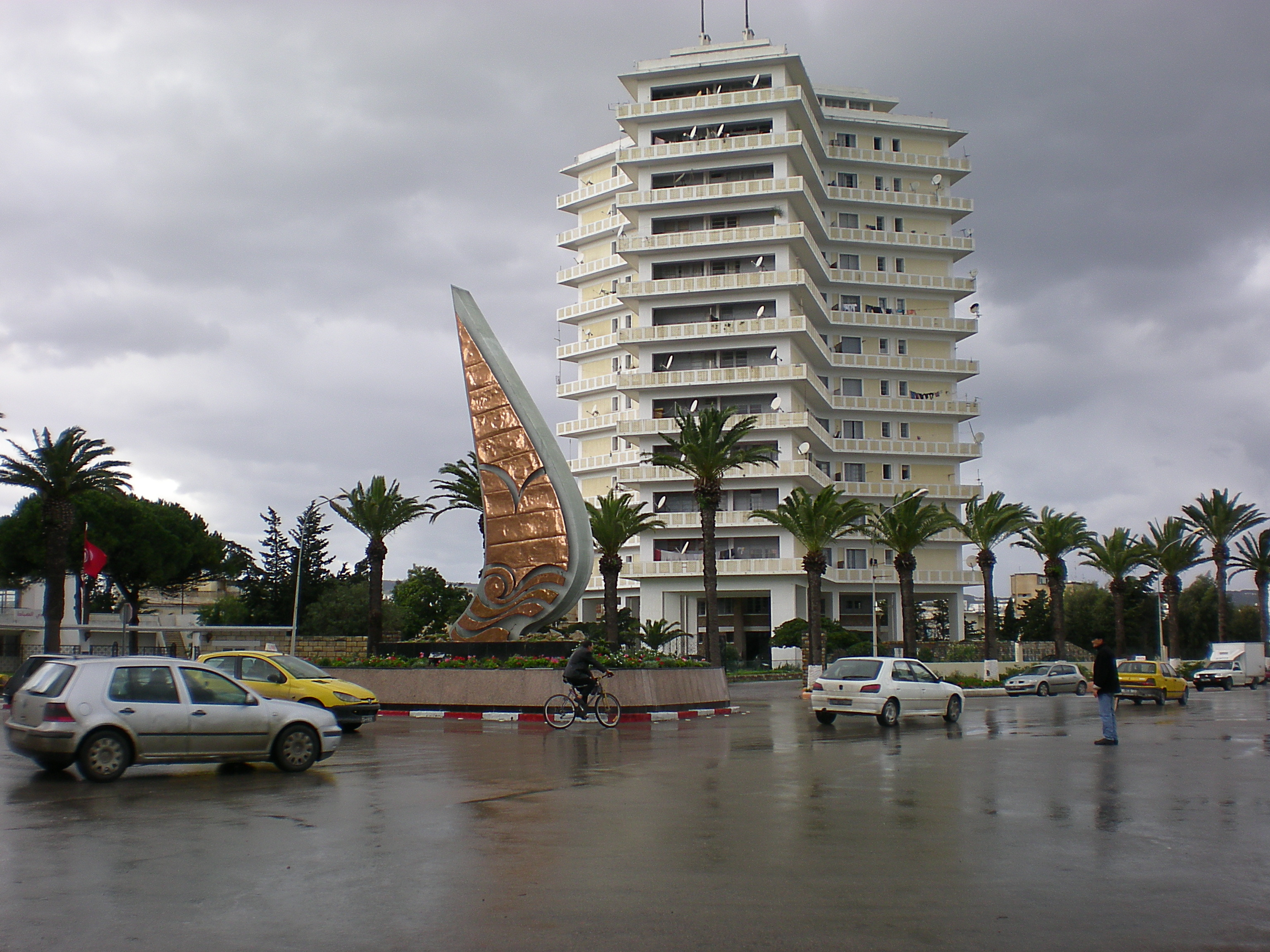
طريق الكورنيش ببنزرت
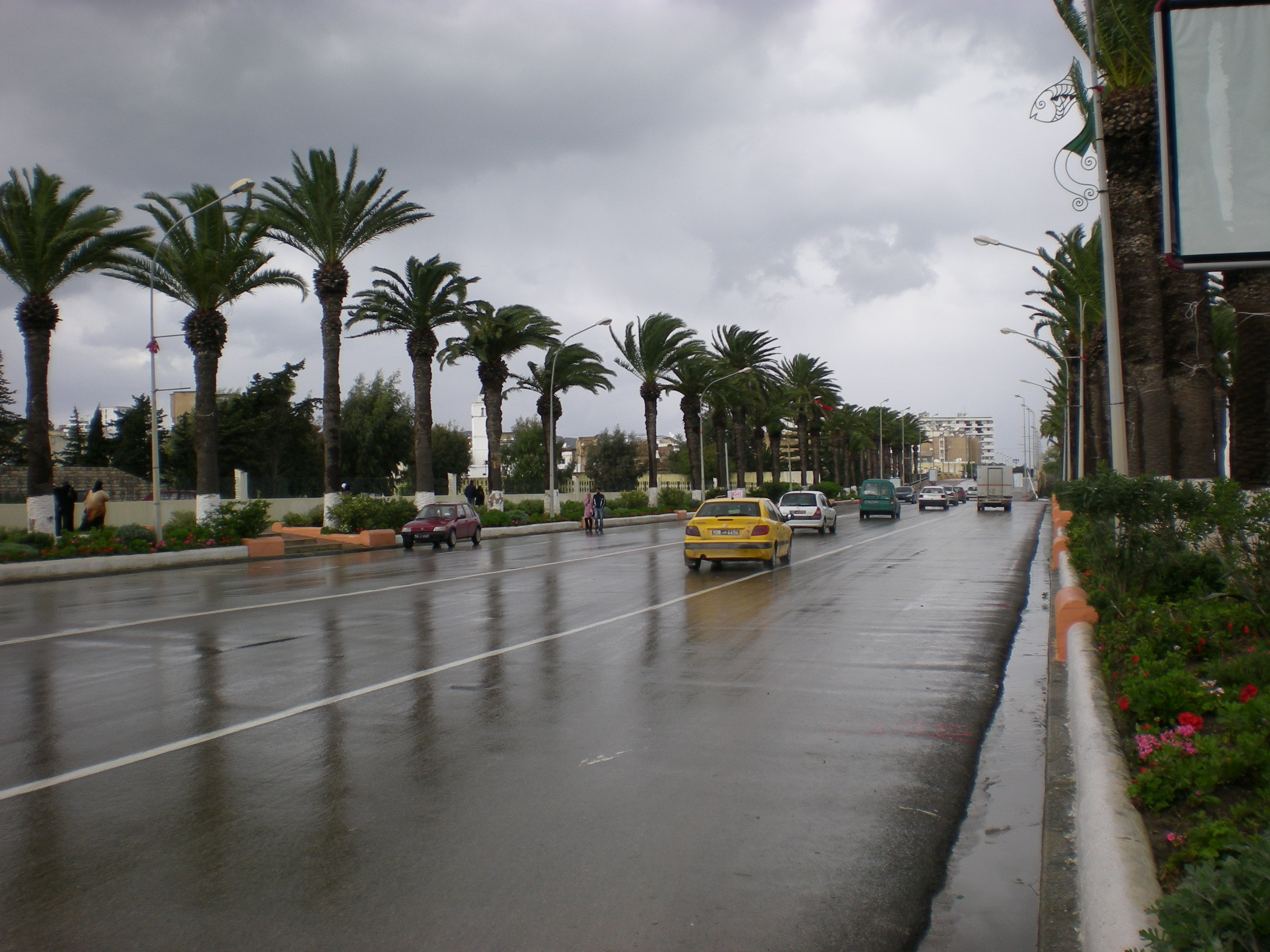
طريق الكورنيش ببنزرت
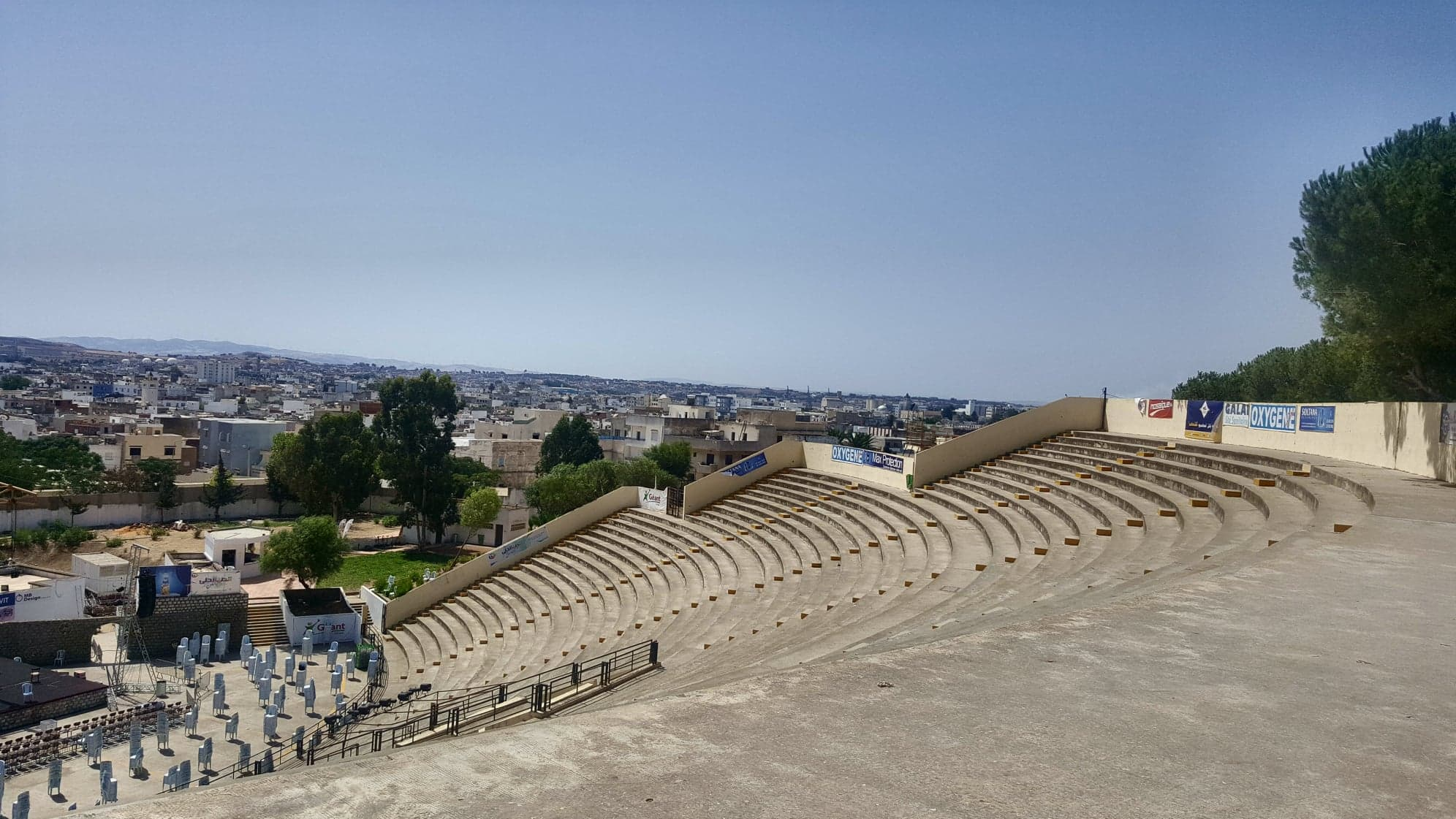
المدرج الروماني بمدينة بنزرت
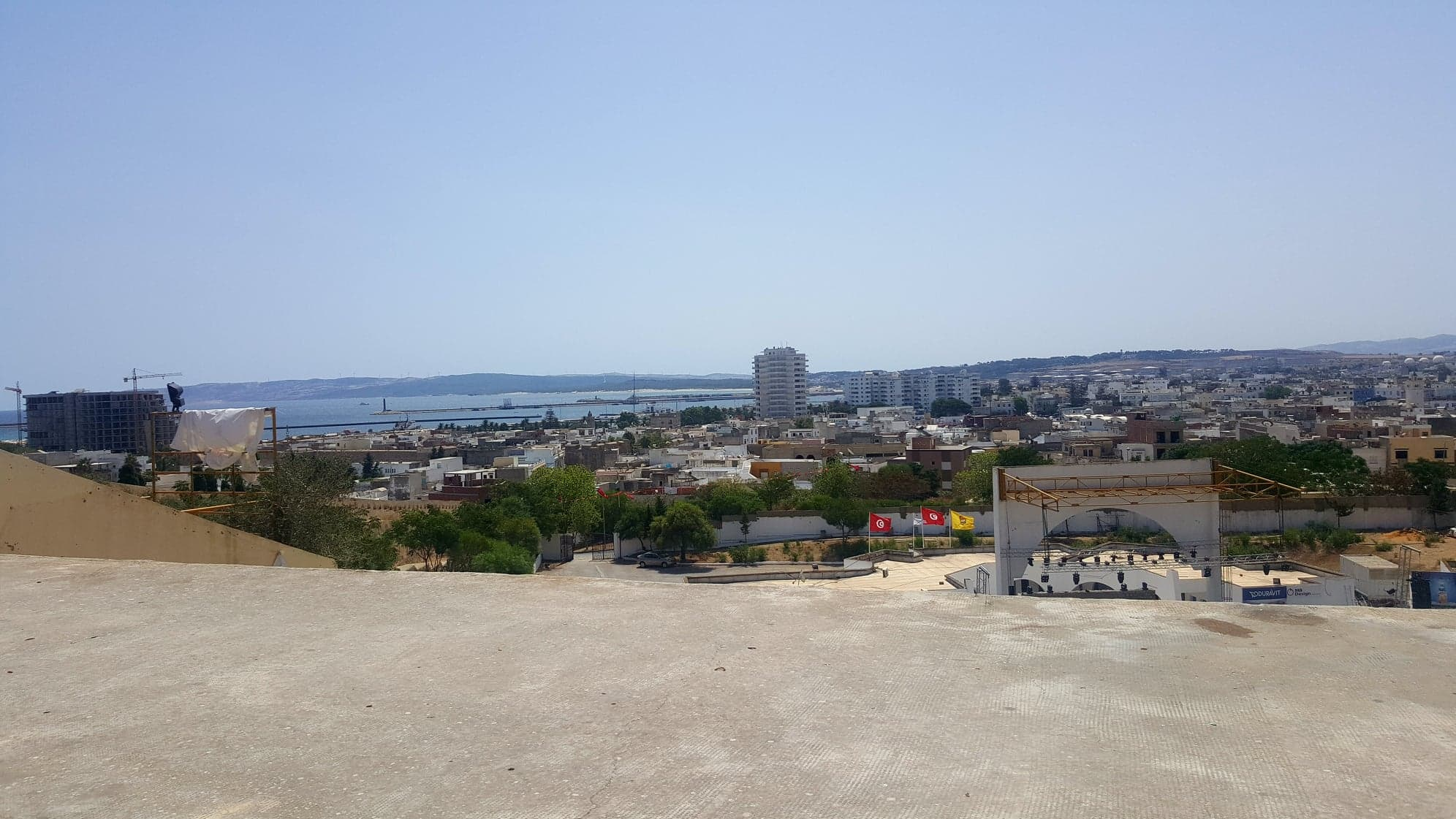
رؤية بانورامية لبنزرت من المدرج الروماني
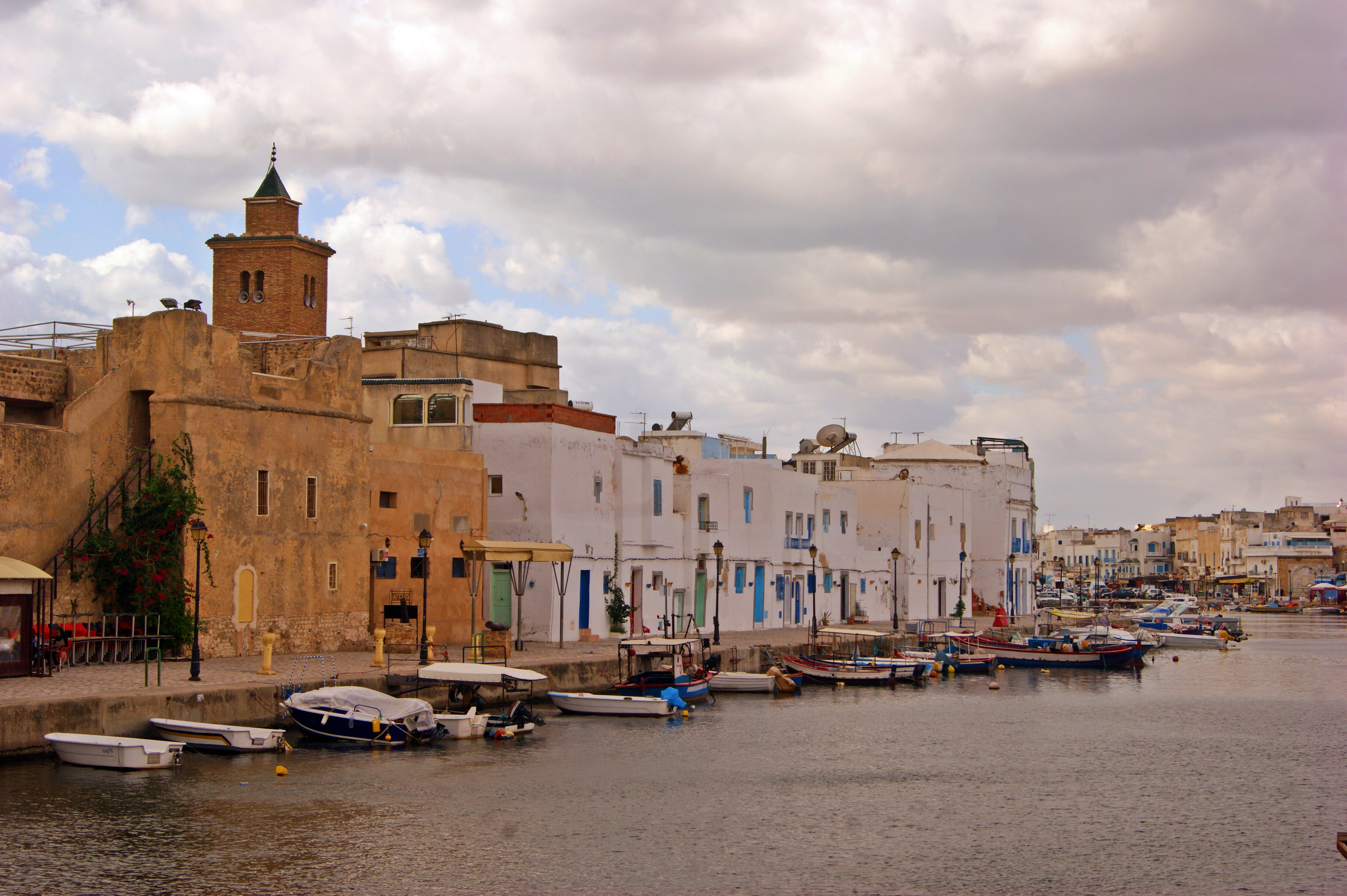
قصيبة بنزرت